# آندریا پیسانو
آندریا پیسانو (انگلیسی: Andrea Pisanu؛ زادهٔ ۷ ژانویهٔ ۱۹۸۲) بازیکن فوتبال اهل ایتالیا است.
از باشگاه‌هایی که در آن بازی کرده‌است می‌توان به باشگاه فوتبال هلاس ورونا، باشگاه فوتبال پارما، باشگاه فوتبال بولونیا، باشگاه فوتبال روبور سیه‌نا، باشگاه فوتبال کالیاری، باشگاه فوتبال مونترال، و باشگاه فوتبال وارزه اشاره کرد.